# تیشا کمبل
 تیشا کمبل (انگلیسی: Tisha Campbell؛ زادهٔ ۱۳ اکتبر ۱۹۶۸) یک هنرپیشه اهل ایالات متحده آمریکا است. وی از سال ۱۹۷۴ میلادی تاکنون مشغول فعالیت بوده‌است.
از فیلم‌ها یا برنامه‌های تلویزیونی که وی در آن نقش داشته است می‌توان به پشت‌بام‌ها و به سوی خانه ۲ اشاره کرد.